# Chicago Union Station
Chicago Union Station – dworzec kolejowy w Chicago, w stanie Illinois, w Stanach Zjednoczonych, duży węzeł przesiadkowy w komunikacji dalekobieżnej, regionalnej i podmiejskiej. Jest obsługiwany przez dwóch przewoźników: Amtrak i Metrę. Z pociągów Amtraku korzysta na stacji ok. 3,288 mln pasażerów rocznie (2010), co stanowi ponad 50% wszystkich podróżnych wsiadających i wysiadających ze składów tego przewoźnika w całym stanie. Metra obsługuje na stacji ok. 28 mln podróżnych rocznie. Obaj przewoźnicy realizują na stacji ok. 300 kursów dziennie, z czego ok. 240 przypada na Metrę, choć są to przewozy na znacznie mniejsze odległości niż w przypadku długodystansowych pociągów Amtraku.

## Połączenia
| nazwa połączenia                | miasto docelowe                | przewoźnik |
| ------------------------------- | ------------------------------ | ---------- |
| Pere Marquette                  | Grand Rapids                   | Amtrak     |
| Blue Water                      | Port Huron                     | Amtrak     |
| Wolverine                       | Pontiac                        | Amtrak     |
| Lake Shore Limited              | Nowy Jork / Boston             | Amtrak     |
| Capitol Limited                 | Waszyngton                     | Amtrak     |
| Cardinal                        | Nowy Jork                      | Amtrak     |
| Hoosier State                   | Indianapolis                   | Amtrak     |
| City of New Orleans             | Nowy Orlean                    | Amtrak     |
| Illini / Saluki                 | Carbondale                     | Amtrak     |
| Texas Eagle                     | San Antonio / Los Angeles      | Amtrak     |
| Lincoln Service                 | Saint Louis                    | Amtrak     |
| Southwest Chief                 | Los Angeles                    | Amtrak     |
| California Zephyr               | Emeryville                     | Amtrak     |
| Illinois Zephyr / Carl Sandburg | Quincy                         | Amtrak     |
| Empire Builder                  | Portland / Seattle             | Amtrak     |
| Hiawatha Service                | Milwaukee                      | Amtrak     |
| SouthWest Service               | Wrightwood (dzielnica Chicago) | Metra      |
| Heritage Corridor               | Summit                         | Metra      |
| BNSF Railway Line               | Aurora                         | Metra      |
| Milwaukee District/West Line    | Elgin                          | Metra      |
| North Central Service           | Antioch                        | Metra      |
| Milwaukee District/North Line   | Fox Lake                       | Metra      |

## Galeria

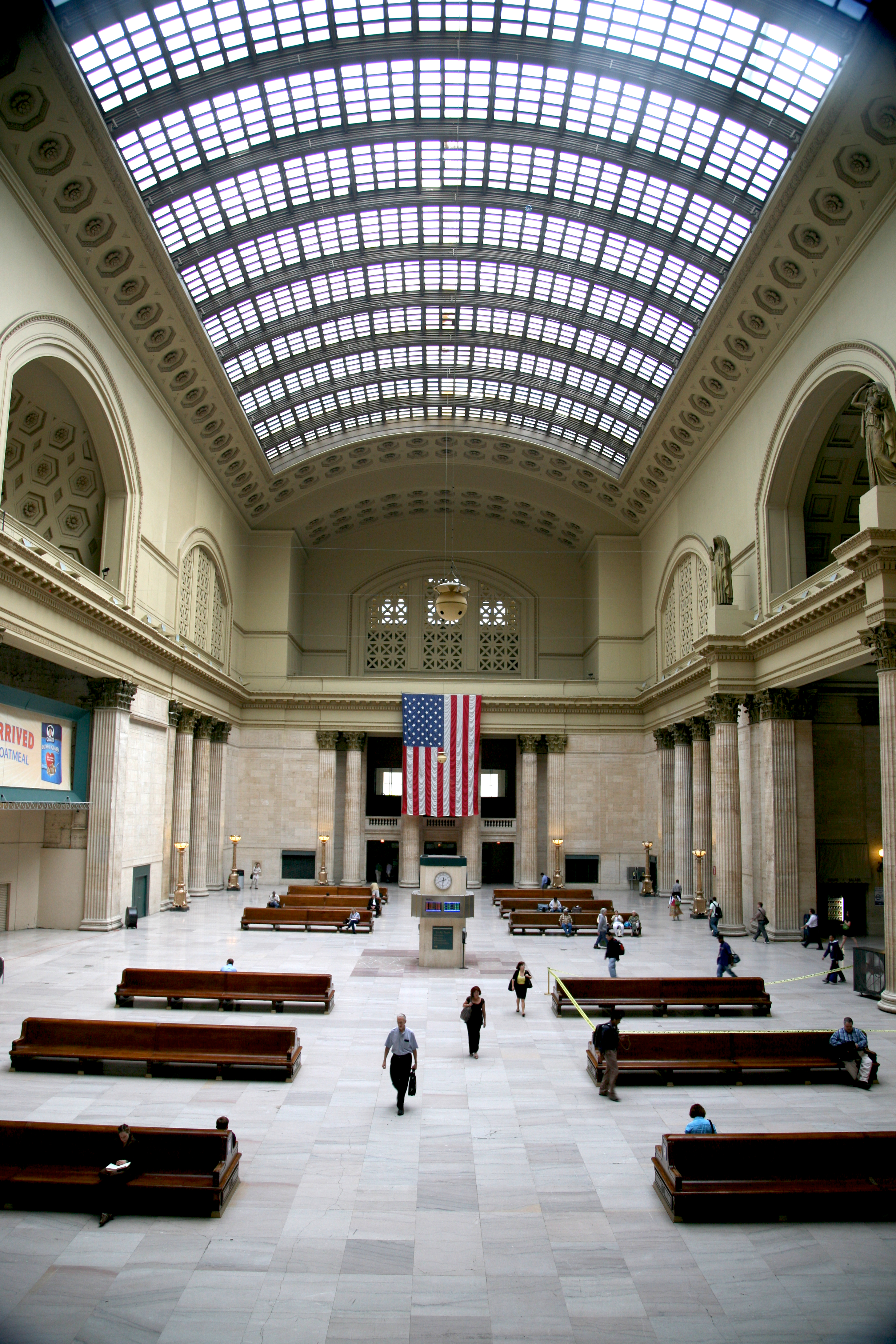
Hall główny
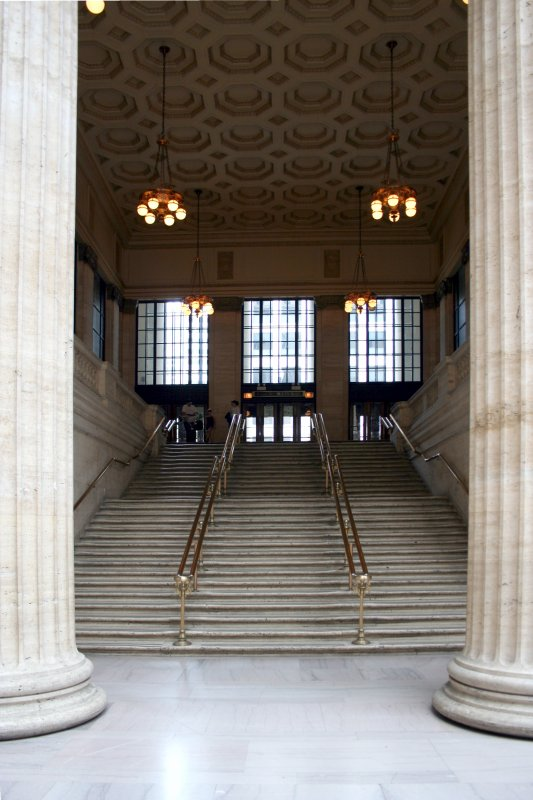
Jedne z dwóch głównych schodów
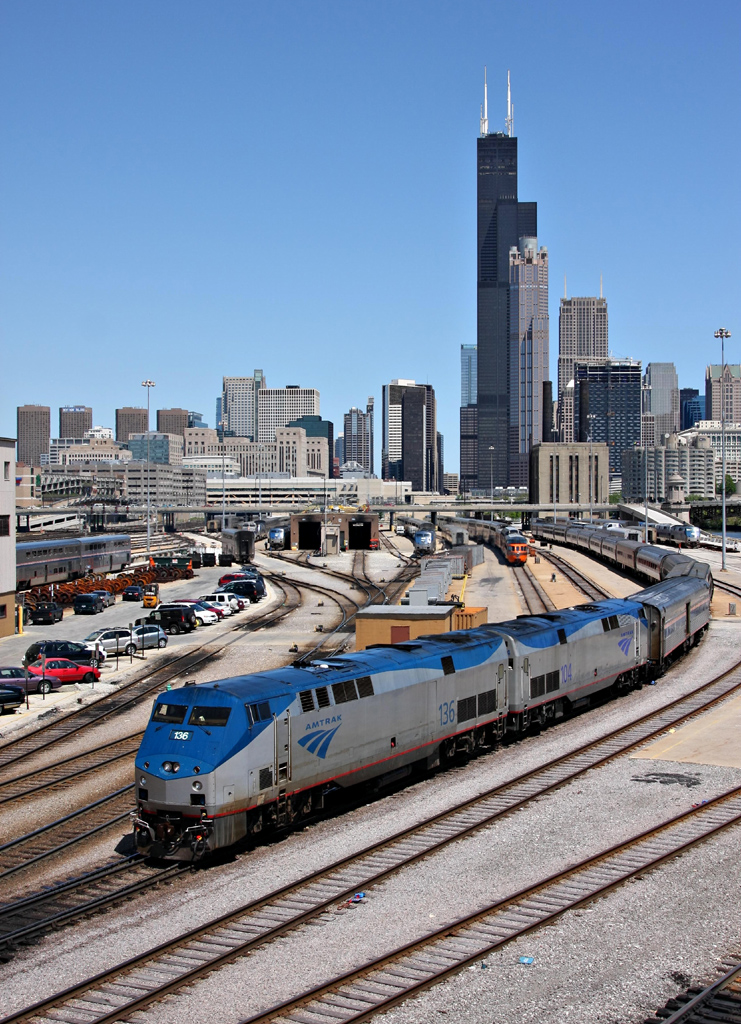
Pociąg Amtraku wjeżdżający na stację
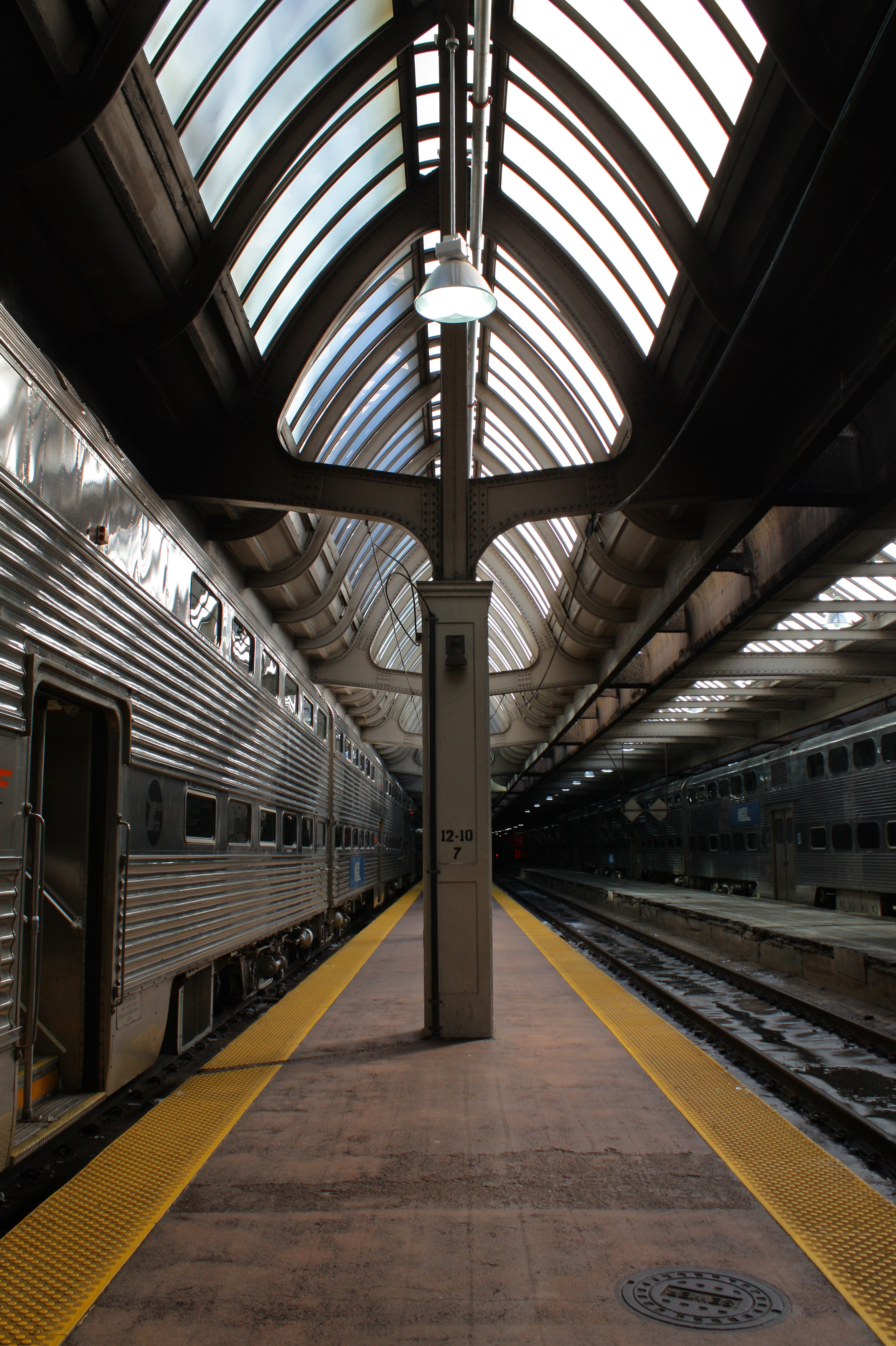
Jeden z peronów